# Forca di Presta
Le forca di Presta est un col des Apennins situé à 1 536 m d’altitude au pied du mont Vettore et qui sépare les Marches de la Ombrie.

## Géographie

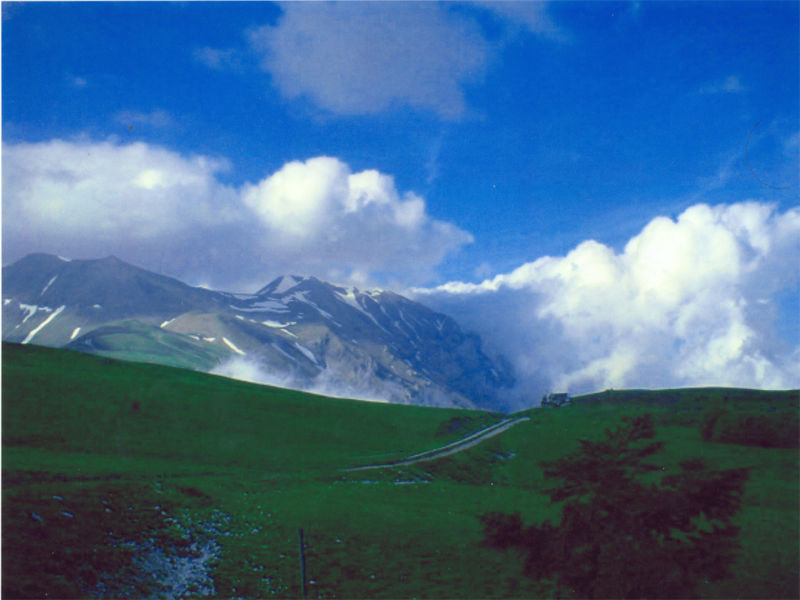
Vue du mont Vettore.

Le parc national des Monts Sibyllins a financé la création d’un sentier (« sentier pour tous ») accessible aux personnes à mobilité réduite, praticable seulement l’été puisqu’en hiver il est condamné par la neige et, également, d’un « belvédère » duquel on peut voir les monts de la Laga, les villages de Spelonga et d'Arquata del Tronto dans les Marches juste à côté des Abruzzes et d'Amatrice dans le Latium.
La zone est riche en champignons comme la lépiote, à la fin août-début septembre, et l'Agaric de juillet à octobre et le Tricholoma d’avril à début juin. Le Cèpe de Bordeaux se trouve, pendant le mois de septembre, près d’un aqueduc nommé « La Botte » situé entre Forca di Presta et Arquata del Tronto.
À côté du col se trouve le refuge Giovanni Giacomini.

## Accès et activités
On ne peut y accéder qu’en période estivale, sauf en de rares occasions en hiver si le temps le permet.
De mai à octobre, c’est le point de départ pour des excursions dans la chaîne des monts Sibyllins. En hiver, on y pratique le ski de fond alors qu’à la station de ski toute proche, à Forca Canapine, on pratique le ski alpin.

## Cyclisme
L'ascension du forca di Presta fut effectuée lors de la 6e étape du Giro 2021.

## Dans la culture
Le film Serafino de Pietro Germi, sorti en 1968, a été réalisé dans les environs d’Arquata del Tronto et du hameau Spelonga.